# Dom DeLuise
Dom DeLuise; właśc. Dominick DeLuise (ur. 1 sierpnia 1933 w Nowym Jorku, zm. 4 maja 2009 w Santa Monica) – amerykański aktor komediowy. Największe sukcesy odnosił w latach 70 i 80, kiedy to stworzył brawurowe kreacje w komediach Mela Brooksa (m.in. Nieme kino, Płonące siodła). W sumie pojawił się w 6 z 11 filmów Brooksa. W pamięci zapisały się także jego role w duecie z Burtem Reynoldsem w komediach: Wyścig armatniej kuli, Wyścig armatniej kuli II, Mistrz kierownicy ucieka 2, Koniec, Najlepszy mały burdelik w Teksasie.
Gościnnie pojawił się w serialach telewizyjnych; m.in.: Beverly Hills, 90210, Diagnoza morderstwo, SeaQuest, Prawo Burke’a, Trzecia planeta od Słońca, Sabrina, nastoletnia czarownica, Gwiezdne wrota.

## Życie prywatne
Jego żoną przez 44 lata (od 23 listopada 1965) była Carol Arthur. Mieli trzech synów: Peter (ur. 1966), Michael (ur. 1969) i David (ur. 1971). Wszyscy zostali aktorami.
Dom DeLuise zmarł we śnie 4 maja 2009 roku w szpitalu w Santa Monica. Miał 76 lat. Od dłuższego czasu poważnie chorował. Miał problemy z sercem, cierpiał na cukrzycę.

## Filmografia
- Kosmiczne przygody Jennifer (1966) jako Julius Pritter
- Dwanaście krzeseł (1970) jako ojciec Fiodor
- Płonące siodła (1974) jako Buddy Bizarre
- Przygody najsprytniejszego z braci Holmesów (1975) jako Eduardo Gambetti
- Nieme kino (1976) jako Dom Bell
- Największy kochanek świata (1977) jako Zitz
- Tani detektyw (1978) jako Pepe Damascus
- Koniec (1978) jako Marlon Borunki
- Trefny towar (1979) jako Ernie Fortunato (także reżyseria)
- Wielka wyprawa muppetów (1979) jako agent Bernie
- Mistrz kierownicy ucieka 2 (1980) jako doktor
- Grubas (1980) jako Dominick DiNapoli
- Historia świata: Część I (1981) jako cesarz Neron
- Wyścig armatniej kuli (1981) jako Victor
- Najlepszy mały burdelik w Teksasie (1982) jako Melvin P. Thorphe
- Wyścig armatniej kuli II (1984) jako Victor
- Miłość wilkołaka (1986) jako ciotka Kate
- Kosmiczne jaja (1987) jako Pizza Hutt (głos)
- Spadaj na drzewo (1988) jako Joe
- Wszystkie psy idą do nieba (1989) jako Apsik (głos)
- Królewna Śnieżka – Nowe przygody (1990) jako Magiczne Lustro (głos)
- Zwariowani detektywi (1990) jako Harry Gutterman
- Prawie w ciąży (1992) jako dr Beckhard
- Robin Hood: Faceci w rajtuzach (1993) jako Don Giovanni
- Milczenie baranów (1994) jako dr Animal Cannibal Pizza
- Wszystkie psy idą do nieba 2 (1996) jako Apsik (głos)
- Chłopcy będą chłopcami (1997) jako szef kuchni (także reżyseria)
- Syn chrzestny (1998) jako Oddfather
- Geniusze w pieluchach (1999) jako Lenny
- Horrorween (2009) jako Kamea